# Pavel Věchet
Pavel Věchet (* 1976) ist ein ehemaliger tschechischer Skispringer.

## Werdegang
Věchet gab sein internationales Debüt in der Saison 1991/92 im Rahmen des Skisprung-Continental-Cup. Mit fünf Punkten erreichte er den 85. Platz der Gesamtwertung. In der folgenden Saison 1992/93 erreichte er mit 11 Punkten Rang 61. Am 11. März 1993 gab Vechet sein Debüt im Skisprung-Weltcup. Dabei verpasste er als 19. in Lillehammer die Punkteränge knapp. Auch drei Tage später in Oslo sprang er knapp an den Punkterängen vorbei. Beim Team-Springen in Planica erreichte er mit dem siebenten Rang gemeinsam mit der Mannschaft eine gute Platzierung. Im Einzelspringen erreichte er Rang 35.
In der Saison 1993/94 startete er in Liberec erneut im Weltcup, blieb jedoch erneut deutlich hinter den Punkterängen zurück. Im Continental Cup konnte er zur Saison 1994/95 mit 216 Punkten den 40. Platz erreichen. Seine beste Saison gelang ihm mit der Saison 1995/96. Mit 275 Punkten erreichte er den 24. Platz der Saison-Gesamtwertung.
Im Dezember 1996 und im Dezember 1997 startete er in Harrachov noch einmal im Weltcup, konnte jedoch erneut keine Weltcup-Punkte erreichen. Nachdem er in der Saison 1996/97 nur noch 54. in der Continental-Cup-Gesamtwertung erreichte, beendete er seine aktive Skisprungkarriere.

## Statistik

### Continental-Cup-Platzierungen
| Saison  | Platz | Punkte |
| ------- | ----- | ------ |
| 1991/92 | 85.   | 005    |
| 1992/93 | 61.   | 011    |
| 1994/95 | 40.   | 216    |
| 1995/96 | 24.   | 275    |
| 1996/97 | 54.   | 198    |